# یواس‌اس ویسان (دی‌یی-۱۸۴)
یواس‌اس ویسان (دی‌یی-۱۸۴) (به انگلیسی: USS Wesson (DE-184)) یک کشتی بود که طول آن ۳۰۶ فوت (۹۳ متر) بود. این کشتی در سال ۱۹۴۳ ساخته شد.